# Gears of War 2
Gears of War 2 è il seguito dello sparatutto in terza persona Gears of War, sviluppato da Epic Games e pubblicato da Microsoft Game Studios.
Il 21 febbraio 2008, alla Game Developers Conference '08 a San Francisco, è stato pubblicato il primo annuncio ufficiale riguardo al gioco, con un primo trailer dimostrativo.
Il gioco sfrutta una versione migliorata e aggiornata dell'Unreal Engine 3.0 (l'Unreal Engine 3.5). Gears of War 2 è uscito nei negozi il 7 novembre 2008 riscuotendo grande successo nelle vendite fin dai primi giorni; infatti fin dalla prima settimana ha contato ben due milioni di copie vendute, riscuotendo un gran successo in tutto il mondo, riuscendo ad arrivare terzo come gioco più venduto in una settimana preceduto da GTA IV al secondo posto e da Halo 3 al primo.

## Trama
Gears of War 2 riprende le vicende della Squadra Delta, comandata dal Sergente Marcus Fenix lasciate in sospeso nel primo capitolo.
La vicenda inizia con la voce della regina delle locuste che narra del passato dell'uomo dalle "Pendulum Wars" all'E-day.

### Atto 1: Punta di lancia
La bomba solare non ha rallentato l'offensiva delle Locuste, anzi, esse sono decise più che mai ad assalire Jacinto, l'ultimo baluardo di Sera. Dopo aver conosciuto Ben Carmine, fratello del Carmine morto nel precedente Gears of War, Marcus Fenix e Dominic Santiago (grazie anche all'aiuto di Tai Kaliso vecchio amico di Marcus e veterano delle guerre Pendulum) respingono le Locuste dall'ospedale. Conseguentemente ai ripetuti attacchi delle Locuste, sempre più prossime alla conquista di Jacinto, il Presidente Prescott - Capo del Consiglio dei Sovrani - annuncia all'Esercito di voler apportare un attacco di massa alla roccaforte delle Locuste, a partire da Landown. Comincia così l'attacco su larga scala ad opera del COG, che mobilita tutti i mezzi disponibili; l'attacco principale verrà apportato dai Soldati, che verranno inviati nel sottosuolo con speciali capsule-trivelle. Tutto questo succede nonostante le Locuste tentino in ogni modo di impedire la realizzazione di questo piano; interviene persino il “sostituto” del generale RAAM, Skorge, che fa a pezzi da solo un carro armato e impedisce a vari soldati(fra cui Tai) di accedere alle trivelle. Nonostante ciò Marcus e Dom giungono sottoterra e cominciano l'offensiva assieme agli altri Gears.

### Atto 2: Naturalizzati
La missione non è semplice; molti soldati perdono la vita e lo stesso Ben Carmine viene salvato solo dall'intervento di Marcus e di Dom. A tutto ciò si aggiunge la terribile scoperta di un enorme Verme di Pietra, utilizzato da Skorge e dalle Locuste per distruggere le varie città. Nonostante ciò Marcus e Dom (assieme a Carmine) ritrovano i loro vecchi amici, Augustus Cole e Damon Baird, con i quali cercano di liberare dei prigionieri catturati dalle Locuste; tra questi c'è pure Tai, il quale però, per le devastanti torture subite, si suicida. Proprio mentre la squadra Delta sta per essere ripresa da un elicottero Raven, il Verme di Pietra inghiotte l'intero veicolo. Per risolvere la situazione, Marcus, Dom, Cole e Baird sono costretti a tagliare i tre cuori del gigantesco verme; durante la missione però Ben Carmine viene ucciso dagli anticorpi del mostro. Usciti dal Verme di Pietra, Marcus richiede il trasporto, ma invece di essere recuperati da un elicottero, gli viene inviato un carro armato con il quale, secondo le direttive di Hoffman, dovranno raggiungere un centro di ricerche, la cui esistenza è stata resa nota dal presidente Prescott in persona. Lo scopo della missione è recuperare le informazioni necessarie a trovare la roccaforte delle locuste.

### Atto 3: Tempesta in arrivo
Arrivati a destinazione i Delta sono stupiti dallo scoprire che il posto è in uno stato di abbandono totale. Dopo aver fatto irruzione dall'ingresso principale gli si para davanti un'intelligenza artificiale a guardia di una porta blindata la quale richiede i dati di autenticazione. I dati di autenticazione sono forniti da Baird sotto forma di bomba dal potenziale altamente distruttivo. Toccherà a Marcus e Dom portare la bomba fino alla porta. Dopo aver piazzato la bomba, Marcus e Dom hanno accesso alla struttura che Niles, l'intelligenza artificiale, chiama "Centro di Nuova Speranza" il quale sembra più un lager che un centro di ricerca. Addentrandosi nel centro trovano un laboratorio che sembra essere il punto nevralgico delle ricerche; dopo aver riattivato l'energia, Jack, l'unità robotica fornita alla squadra, trova un terminale contenente un messaggio vocale di uno scienziato(Niles Samson) che parla di una spedizione verso Monte Kadar per la quale il presidente non ha concesso l'impiego di mezzi di trasporto. Questo scienziato, che ha dato la sua personalità all'intelligenza artificiale che ora protegge la struttura, afferma che le ricerche sono state finanziate per "curare dei bambini"(per ora questo aspetto della trama è destinato ad essere svelato solo in Gears of War 3, ma si può dedurre che queste ricerche siano state finanziate per 3 ragioni; la prima potrebbe essere che le Locuste sono il frutto di un esperimento, la seconda che volessero curare delle malattie inguaribili "fondendo" il DNA umano con quello delle Locuste e la terza che volessero creare il guerriero perfetto metà uomo e metà locusta). Questa struttura ospita delle camere criogeniche nelle quali sono contenute orrende creature simili a locuste ma con sembianze più umane, chiamate Siri. Aver riattivato l'energia sembra abbia fatto risvegliare i Siri e perciò Marcus e Dom dovranno affrontare un'intera orda di Siri prima e di Locuste poi per tornare al veicolo dove li attendono Baird e Cole. Sfuggiti miracolosamente dagli aggressori riescono grazie alla potenza del carro ed alle abilità in campo meccanico di Baird ad arrivare all'ingresso di Monte Kadar il quale è pesantemente sorvegliato. Dopo averne sbaragliate qualche centinaio riescono ad arrivare in un punto in cui trovano degli arenati; uno di essi, un vecchio di nome Chaps, rivela ai Delta dove si trova il Nexus, la roccaforte delle Locuste. Mentre Cole e Baird portano gli arenati al sicuro, Marcus e Dom si addentrano nel Nexus. Non prima di aver sconfitto un gigantesco mostro acquatico.

### Atto 4: Alveare
Prima di addentrarsi nel Nexus, Dom intende ritrovare sua moglie Maria, in quanto Chaps gli aveva rivelato che poteva trovarsi proprio a ridosso del Nexus. Marcus e Dom, cercando fra i vari terminali di catalogazione dei prigionieri, ritrovano Maria, ma le condizioni della donna, dovute alle innumerevoli torture subite, sono pietose e orribili e Dominic, pur con molta sofferenza, è costretto a porre fine alla vita di sua moglie. Compiuto ciò Marcus e Dom finalmente arrivano al Nexus, dove attivano il segnalatore ricevendo così man forte dagli altri soldati. Ritrovati Cole e Baird, La Squadra Delta Si Addentra nella Fortezza principale del Nexus all'interno della quale, scoprono di una guerra interna tra locuste e gli splendenti(locuste brillanti) apparentemente per il controllo del Vuoto e successivamente trovano un terminale con un messaggio di Adam Fenix (il padre di Marcus) il quale rivela che l'unico metodo per annientare le locuste, è far sprofondare Jacinto per poter distruggere definitivamente il Vuoto (così si spiega il motivo dei vari attacchi da parte delle Locuste; la disperazione). I Delta riescono ad arrivare fin nella Sala del Trono, dove li attende la Regina Myrrah. Essa, contrariamente alle aspettative, appare quasi umana, con lievi mutazioni fisiche. Dopo aver fatto alcune allusioni al padre di Marcus, ella scappa, ed il suo servitore Skorge tenta di uccidere i Delta.

### Atto 5: Ripercussioni
Dopo aver sconfitto Skorge, Marcus e i suoi compagni tornano a Jacinto, cavalcando due Reaver. Giunti in città e respinto un'offensiva nemica, i Delta scoprono di dover apportare un ulteriore attacco alle Locuste, in modo da inondare il Vuoto. Riuscendo a cavalcare un Brumak, Marcus e Dom sfondano l'avanguardia delle Locuste. Il tentativo di distruggere Jacinto con la bomba solare fallisce, ma il Brumak, proprio alla fine, viene posseduto dall'Imulsion -che pare avere una volontà propria- e, dopo ripetuti attacchi effettuati da Marcus con il Martello dell'Alba, esplode, facendo sprofondare l'intera città, allagando sottosuolo e Nexus. Tutti i Delta si salvano, compresi Anya e Hoffman. Il finale resta ancora aperto, e la scena si conclude con un vago discorso della Regina Myrrah a proposito della continuazione del conflitto.
Dopo i titoli di coda si può ascoltare una richiesta da parte del padre di Marcus (che si dava per morto) il quale chiede spiegazioni riguardo al motivo della inondazione.

## Migliorie
Il gioco usufruisce del motore grafico Unreal Engine 3.5 che comporta molti miglioramenti grafici nel sistema di illuminazione, nella gestione dei poligoni, nella distruttibilità degli ambienti e nella fisica dei corpi (rigidi, fluidi e morbidi). Quando il personaggio viene ferito lascia tracce di sangue a terra e sui muri.
Nella modalità co-op off-line sarà possibile impostare un livello di difficoltà differente per ogni giocatore. Le granate potranno essere collocate su un muro e detoneranno al passaggio del nemico. Oltre alle piastrine sono presenti anche altri oggetti nascosti da recuperare ognuno dei quali ha una storia o citazione ad eventi esterni o di contorno alla storia. Jack, il robot che accompagna Marcus, sarà dotato di uno schermo. In questo modo Anya potrà dettare istruzioni direttamente da lì. Una volta che una locusta nemica verrà abbattuta potremo usarla come "scudo di carne" per ripararci dai nemici. Ora è vi è la possibilità di eseguire diverse esecuzione sui nemici a seconda dell'arma che sta usando il protagonista.
I compagni di squadra guidati dal computer potranno curarci. Quando il personaggio verrà abbattuto, sarà possibile trascinarlo verso posti più sicuri. Si potranno utilizzare degli scudi che, se presi, impossibiliteranno l'uso di un'altra arma all'infuori delle pistole. Vengono introdotti i seguenti veicoli: COG Centaur Tank (carrarmato dei COG) e Derrick (mezzo di trasporto per le squadre dei COG).
Vengono introdotte nuove armi quali la Mitragliatrice Mulcher, la Pistola Gorgon, l'Hammerburst II, il lanciafiamme Scorcher, le granate a inchiostro e il Mortaio. Ogni arma avrà la sua esecuzione specifica. Le granate potranno attaccarsi ovunque per creare mine di prossimità. Inoltre, le mitragliatrici fisse Troika e quelle portatili Mulcher saranno soggette a surriscaldamento e sarà possibile raffreddarle premendo il tasto dorsale destro.
Vengono introdotte nuove tipologie di nemici: Kantus e diverse specie di Boomer: con Boomshot (Boomer), con Mulcher (Grinder), con Scorcher (Flame Boomer), con una mazza chiodata esplosiva e Scudo (Mauler) e con una Spada corta (Butcher). Inoltre appaiono i Bloodmounts: Bestie che vengono cavalcate dalle locuste (Guardie Theron, Beast Rider); la Locusta splendente; Ticker e Ticker splendenti (questi ultimi solo contro Skorge); Guardie Del Palazzo; Mostro marino (Leviatano); Skorge, munito di bastone sulle cui estremità sono poste delle motoseghe simili a quelle del lancer; Granatiere e granatiere élite brillanti (splendenti) non affrontabili dal giocatore e Brumak splendente.
Marcus, Dom, Cole e Baird sono ancora i personaggi principali, ma vengono presentati nuovi personaggi: Tai Kaliso (compagno di Marcus durante le guerre Pendulum), Benjamin Carmine (fratello minore di Anthony Carmine, visto in GOW 1), Chairman Prescott (presidente della COG) Dizzy Wallin (pilota del Derrick chiamato "Betty" che trasporterà la squadra Delta nel secondo capitolo) e Maria Santiago (moglie di Dominic "Dom" Santiago, di cui lui è alla disperata ricerca).
L'online del gioco e impostato per battaglie di 10 giocatori divisi in due squadre (Umani e Locuste) e quindi si disputeranno dei match da 5 vs 5, Si potranno creare partite personalizzate con i "bot" scegliendone la difficoltà. È presente il matchmaking. Una volta morti sarà possibile vagare in giro per le mappe e scattare delle foto tramite una ghost cam che potranno essere condivise con tutta la community.
Vengono aggiunte nuove mappe: Fiume, Sicurezza, Primo giorno, Assetati di sangue, Valanga, Stasi, Jacinto, Padiglione, Rovine e Grandine. Altre mappe invece sono disponibili a pagamento tramite l'acquisto dei relativi pacchetti tramite il Marketplace di Xbox Live. Queste sono: Ingorgo, Palazzo, Sottopassaggio, Canali, Stazione di Tyro ("Flashback Map Pack"); Inondazione, Stazione di Benzina, Corsa all'Oro ("Combustibile Map Pack"); Cortile, Trituramento, Tunnel, Deposito ("Snowblind Map Pack"). Le espansioni sono scaricabili singolarmente o in un unico pacchetto chiamato "All Fronts Collection".
Vengono introdotte delle nuove modalità: Guardiano (modifica della modalità “Assassinio” con introdotto il respawn, Compagno (i giocatori saranno divisi in squadre da due e ogni squadra avrà gli stessi personaggi), Capitolazione ("Acchiappa bandiera" ma con lo scopo di catturare un personaggio al centro della mappa ed usarlo come scudo umano, cercando di trascinarlo nella propria base difendendolo dagli avversari e Orda (una squadra composta da 5 giocatori COG deve affrontare 50 ondate dell'orda di locuste, ogni 10 ondate le locuste aumentano in precisione, salute e danno e il numero di locuste e il tipo ritornano come le 10 ondate precedenti. Per esempio l'ondata 11 avrà lo stesso numero di locuste e gli stessi tipi dell'ondata 1 ma solo più potenti).
Nella modalità Annessione (vecchio Annex) sono state introdotte le regole di esecuzione ovvero i giocatori si rialzano dopo aver ripreso le forze.
All'E3 2008 Microsoft ha annunciato che i possessori della Limited Edition avranno a disposizione nel multiplayer un lancer dorato. Nella Limited Edition è compreso un abbonamento Xbox Live Gold da 2 giorni, 1 codice per scaricare il multiplayer Flashback Map Pack ovvero un pacchetto di vecchie mappe riadattate al nuovo motore grafico ed 1 codice per riscattare un fucile lancer dorato.

## GDC Unreal Tech Demo
Assieme al primo trailer dimostrativo, durante la conferenza di Epic Studios, tenuta al GDC 2008, è stato presentato anche un video mostrante una tech demo della versione aggiornata del Unreal Engine 3.0(l'Unreal engine 3.5), il motore grafico di licenza Epic.
Il video mostra un netto miglioramento nella gestione dell'illuminazione in tempo reale, nella creazione di fluidi e nella quantità di poligoni mossi in contemporanea su schermo; oltre a questo anche la possibilità di danneggiare qualsiasi superficie si vada a colpire.

## Seguito
Gears of War 3 è uno sparatutto tattico in terza persona sviluppato da Epic Games, e seguito di Gears of War 2, pubblicato da Microsoft Game Studio. Inizialmente il titolo sarebbe dovuto uscire l'8 aprile 2011, ma è stato rimandato al 20 settembre 2011 per motivi prettamente commerciali, e sfruttare quindi le feste natalizie.